# Drax le Destructeur
Pour les articles homonymes, voir Drax et Destructeur (homonyme).
Arthur Douglas, alias Drax le Destructeur (« Drax the Destroyer » en VO) est un super-héros évoluant dans l'univers Marvel de la maison d'édition Marvel Comics. Créé par le scénariste Jim Starlin et le dessinateur Mike Friedrich, le personnage de fiction apparaît pour la première fois dans le comic book The Invincible Iron Man #55 en février 1973.
En 2006, les auteurs Keith Giffen et Mitch Breitweiser créent une mini-série télévisée de quatre épisodes, Drax the Destroyer. À partir de 2014, le personnage apparaît dans l'univers cinématographique Marvel à commencer par film Les Gardiens de la Galaxie, interprété par David Bautista.

## Biographie du personnage

### Origines
Arthur Douglas, agent immobilier californien, revient de Las Vegas avec sa femme Yvette et sa fille Heather à travers le Désert des Mojaves. Leur voiture est alors survolée par le vaisseau de Thanos. Ce dernier, voulant être discret, détruit le véhicule et ses occupants. Il s'avère qu'en fait, Mentor, le père de Thanos, le suivait. Il récupère l'enfant des débris et l’emmène sur Titan.
Voyant que son fils ne peut être contrôlé, Mentor décide de créer un être capable de le tuer. Avec l'aide de son propre père Kronos, il fabrique un corps à partir d'énergie cosmique et de terre, et y loge l'esprit d'Arthur Douglas. Mentor efface les souvenirs de la vie passée de Douglas, et lui donne la haine de Thanos. Drax le Destructeur était né.
Avec l'aide d'Iron Man, Drax combat Thanos et ses serviteurs, les Blood Brothers, mais sans pouvoir le tuer. Aucune tentative ne réussit. Thanos engage des légions de mercenaires aliens pour tenir Drax loin de lui.
Quand Thanos s'empare du Cube cosmique, les Vengeurs, Éros, Captain Marvel et Drax tentent de stopper le Titan Fou. C'est finalement Captain Marvel qui détruit Thanos. Drax attaque alors le héros, car il lui a volé sa raison d'exister.
Il part ensuite explorer l'espace, cherchant désespérément un Thanos ressuscité. Il est plus tard possédé par une entité alien, et affronte Thor et sa fille Heather / Dragon-lune. Remis sur pied, il suit sa fille à travers les galaxies. Cette dernière décide de se proclamer déesse et règne sur une planète. Il demande l'aide des Vengeurs, et voit finalement son esprit chassé de son corps par les puissants pouvoirs mentaux de sa fille. Son corps est par la suite jeté dans l'espace.
Quand Thanos ressuscite, Kronos récupère le corps du Destructeur et le réanime, augmentant encore ses pouvoirs physiques (son esprit restant pourtant endommagé). Drax aide de nombreux super-héros terriens à vaincre Thanos et Nébula, qui cherchaient à s'emparer du Gant de l'infini.
Il est alors choisi par Adam Warlock pour faire partie des Gardiens veillant sur les Gemmes du Pouvoir. Il fait partie des héros à mener la guerre lors de l'Infinity Crusade et l'Infinity War. Il retourne sur Titan avec Dragon-lune, et Kronos répare son esprit. Il est ensuite accusé du meurtre d'Elysius, mais est sauvé par Warlock et Gamora.
Quand il commence à perdre sa masse physique et sa force, son esprit s'embrouille et son intelligence diminue de nouveau, et il entre en conflit avec Dragon-lune et Genis-Vell. Pour éviter un combat brutal, il est exilé sur la planète K'ai, où il peut vivre en paix.
Des années plus tard, Drax est transporté dans un vaisseau-prison, avec d'autres criminels galactiques. Le navire s'écrase en Alaska, et il combat les autres détenus (Paibok, Lunatik et les Blood Brothers). L'esprit confus, il rencontre une jeune fille nommée Cammi et se prend d'affection pour elle. Il se fait tuer par Paibok, mais ressuscite sous sa forme actuelle, athlétique et très rusé. Il tue Lunatik et l'un des Blood Brothers, mais est quand même emmené en prison.

### Annihilation
Lors de la Vague d'Annihilation, Drax est libéré par l'attaque de la prison de Kyln. Lui et Cammi s'associèrent à Richard Rider, le dernier Centurion Nova. Il aide Nova à maîtriser la Force Nova abritée en lui. Pendant la guerre, il découvre que Thanos avait emprisonné Galactus et comptait le libérer près du vaisseau-mère d'Annihilus. Il profite d'un instant d'inattention pour poignarder l’Éternel. Puis, il libère Galactus avec le Surfer d'Argent, s'enfuit avec Dragon-lune et disparait.

### Annihilation Conquest
Caché sur une planète isolée, Drax est pourtant retrouvé par Gamora et Nova, infectés par la Phalanx. Drax est alors assimilé par le virus et envoyé rattraper Nova, libéré du contrôle techno-organique.

## Pouvoirs et capacités
Autrefois, Drax possédait un corps aussi grand et massif que celui de Hulk, doté d'une force surhumaine comparable à celle du titan vert. Il était invulnérable et pouvait même résister à la chaleur extérieure des étoiles. Il pouvait voler dans les airs et générer de ses mains de puissantes rafales d'énergie. Sa Gemme du pouvoir lui donnait une force et une endurance infinie.
Reconstruit (depuis 2006), le corps tatoué de Drax est artificiel, pesant près de 500 kg. Il possède un haut niveau de résistance physique et semble quasiment insensible à la douleur. Sa force est immense (il semble pouvoir soulever plusieurs tonnes sans effort) et est très agile. C'est un guerrier implacable, un assassin hors pair et surement l'un des meilleurs combattants au corps à corps de la galaxie. Il combat désormais avec deux énormes couteaux de combat.

## Apparitions dans d'autres médias
Sauf indication contraire, les informations mentionnées dans cette section peuvent être confirmées par la base de données cinématographiques IMDb,  présente dans la section « Liens externes ».

### Films

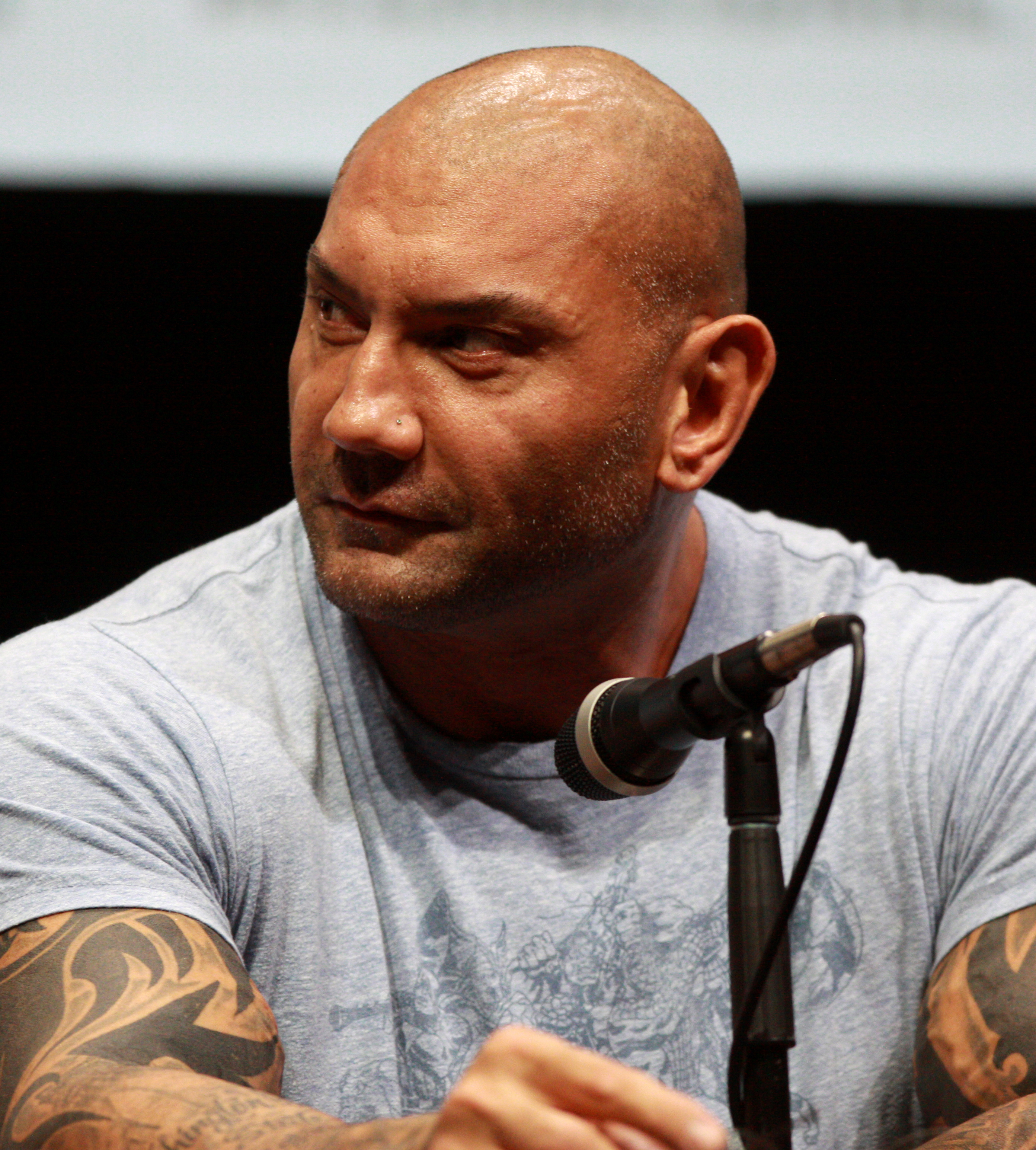
Dave Bautista incarne Drax le Destructeur dans Les Gardiens de la Galaxie (2014).

Interprété par Dave Bautista dans l'univers cinématographique Marvel
- 2014 : Les Gardiens de la Galaxie réalisé par James Gunn

Drax est un alien alors que dans les comics il s'agit d'un humain. Sa famille a été tuée par Ronan l'Accusateur dont il veut absolument se venger. Emprisonné dans le Kyln, il fait la rencontre de Star-Lord, Rocket, Groot et Gamora. Ils s'évadent ensemble et parviennent à contrecarrer le projet de Ronan de détruire Xandar à l'aide de la Pierre d'infinité.
- 2017 : Les Gardiens de la Galaxie 2 réalisé par James Gunn
- 2018 : Avengers: Infinity War d'Anthony et Joe Russo
- 2019 : Avengers: Endgame d'Anthony et Joe Russo
- 2022 : Thor: Love and Thunder de Taika Waititi
- 2022 : Les Gardiens de la Galaxie : Joyeuses Fêtes de James Gunn
- 2023 : Les Gardiens de la Galaxie Vol. 3 de James Gunn

### Télévision
- 1998 : Silver Surfer (série d'animation)
- 2013 : Ultimate Spider-Man (série d'animation)
- 2014 : Avengers Rassemblement (série d'animation)
- depuis 2015 : Les Gardiens de la Galaxie (série d'animation)